# Hemanthias leptus
Hemanthias leptus är en fiskart som först beskrevs av Isaac Ginsburg 1952.  Hemanthias leptus ingår i släktet Hemanthias och familjen havsabborrfiskar. Inga underarter finns listade i Catalogue of Life.